# Вільгельм Гіпперт
Вільгельм «Віллі» Гіпперт (нім. Wilhelm "Willi" Hippert) — німецький льотчик-ас, заступник офіцера Імперської армії.

## Біографія
Учасник Першої світової війни. В 1917 році служив льотчиком на Західному фронті в 227-му льотному дивізіоні. У складі цієї авіачастини він здобув одну перемогу разом зі своїм спостерігачем, лейтенантом Генріхом Клозе (загинув 24 квітня 1917 року). Вироблений у віцефельдфебелі, Гіпперт того ж року отримав призначення в 39-ту винищувальну ескадрилью і став одним з німецьких асів, які відзначилися на Італійському фронті під час битви при Капоретто. 5 березня 1918 року переведений у Францію, в 74-ту винищувальну ескадрилью, спеціалізацією якої було нічне перехоплення. В середині 1918 року отримав звання заступника офіцера і літав на Fokker D.VII із синім носом та чорно-білим картатим фюзеляжем з ім'ям «Mimmi» на верхньому крилі.
Всього за час бойових дій здобув 9 перемог.

## Нагороди
- Залізний хрест 2-го і 1-го класу